# Munka (folyóirat)
A Munka művészeti és társadalmi időszaki lap volt, amely 1928. szeptember–1939. nyár között jelent meg Budapesten, a Dokumentumnak, Kassák Lajos nemzetközi avantgárd folyóiratának a folytatásaként. Szerkesztette és kiadta Kassák Lajos.

## Története
A Dokumentum kudarcain okulva Kassák Lajos a Munka c. folyóiratot a munkásság politikai és kulturális műhelyévé szervezte. A folyóirat lapjain fő hangsúlyt kapott a szociális elégedetlenség és a tényirodalom. Az avantgárd művészeti mozgalomból is sokat megőrzött, Kassákon kívül Kállai Ernő, Moholy-Nagy László szerepeltek művészetkritikai írásokkal. A korábbi Kassák-lapokba publikálók is jelentkeztek a Munka hasábjain, Déry Tibor, Illyés Gyula, Nádass József, Németh Andor. A folyóirat arculatát azonban már a körötte gyülekező szociáldemokrata szellemiségű fiatalok határozták meg, köztük Falus Ervin, Gró Lajos, Justus Pál, Lengyel Lajos, Nádas Endre, Szántó Róbert.
A 100% és a Korunk c. folyóiratokkal folytattak vitákat, s ezzel együtt, sőt ez által a korszak egyik kiemelkedő szellemi orgánuma, megtalálható benne az 1930-as évek gazdag szociográfiai irodalmának elméleti ösztönzése. A Munka Egy nap életemből c. rovata modellértékű. 1932-ben megjelent a Munka Kultúrstúdiója c. melléklap Gró Lajos szerkesztésében.
A Munka műhelyévé vált a fotóművészetnek, történeti értékű albumot adtak ki. A könyvművészet, a grafika és a tipográfia területén is kiemelkedő teljesítményt nyújtottak. Előadásokat, műsoros esteket, kirándulásokat, szavalókórusokat szerveztek.
A Munka számos alkotóját letartóztatták Szolnokon, 1939-ben az ügyészség betiltotta a folyóiratot.